# Pädagogische Hochschule Zürich

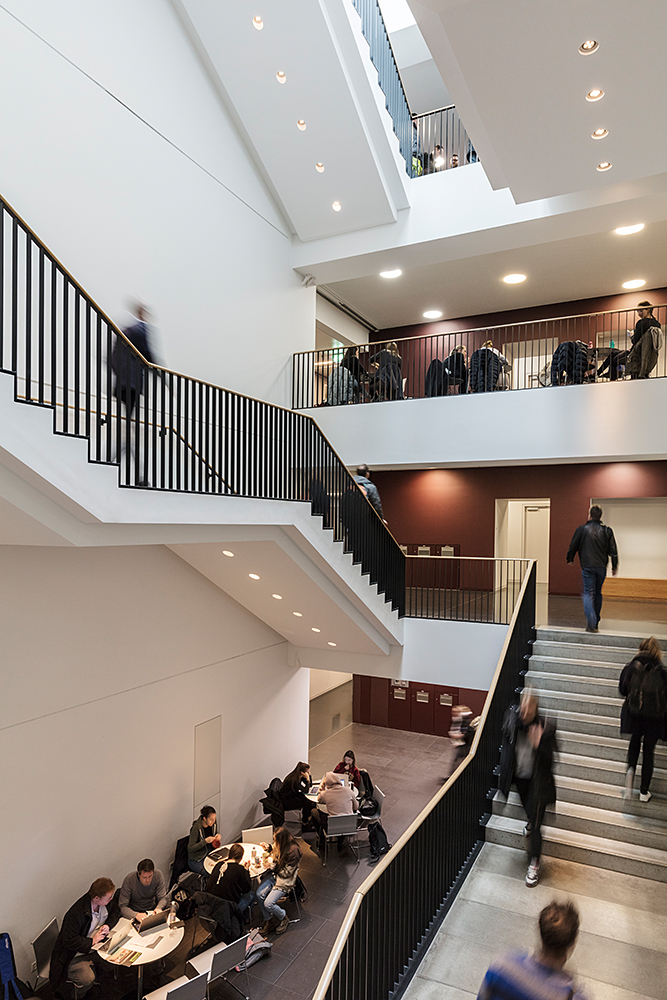
Treppenhaus des Gebäudes LAB der PH Zürich

Die Pädagogische Hochschule Zürich (PH Zürich oder PHZH, engl. Zurich University of Teacher Education) ist die Aus- und Weiterbildungsstätte für Lehrer im Schweizer Kanton Zürich.

## Organisation
Die PH Zürich wurde im Herbst 2002 durch die Zusammenlegung von elf bisherigen Institutionen der Lehrerausbildung gegründet. Sie ist eine der vier Teilschulen der Zürcher Fachhochschule.
Seit dem 1. Januar 2025 wird die PH Zürich von Rektorin Andrea Schweizer geleitet.
Die PH Zürich gliedert sich in folgende Bereiche:
- Ausbildung für angehende Lehrer aller Stufen (Vorschule, Primarstufe, Sekundarstufe I und Sekundarstufe II (Berufsbildung))
- Weiterbildung und Dienstleistungen für Lehrer, Schulleiter, Schulbehörden, Hochschuldozenten und Eltern
- Forschung und Entwicklung

Rund 3'800 Studenten und jährlich über 21'000 Weiterbildungsteilnehmer bilden sich an der PH Zürich aus und weiter (2024). In Voll- oder Teilzeitpensen beschäftigt die PH Zürich rund 609 Dozenten, Wissenschaftliche Mitarbeiter und Assistenten, 48 Professoren sowie rund 294 Mitarbeiter in administrativ-technischer Funktion (20234).

## Kooperationen
Als Mitglied der Zürcher Fachhochschule arbeitet die PH Zürich eng mit den anderen Hochschulen der ZFH, der Universität Zürich und der ETH Zürich zusammen. Zudem ist sie Mitglied der Internationalen Bodensee-Hochschule (IBH).
Die PH Zürich unterstützt ausserdem die Zusammenarbeit mit Hochschulen im Bildungssektor im In- und Ausland und fördert den Austausch von Studenten, Forschern und Mitarbeitern. Sie pflegt weltweit Kooperationsbeziehungen zu 80 Partnerhochschulen.

## Standorte und Infrastruktur
Der Campus PH Zürich befindet sich direkt neben dem Zürcher Hauptbahnhof – mitten in der Stadt Zürich an der Europaallee. Zur Infrastruktur gehören Unterrichtsräume, Seminar- und Gruppenräume mit moderner Ausstattung, eine Dreifachturnhalle, ein Hörsaal für 440 Personen, drei kleinere Hörsäle für 150 Personen, Arbeitsräume für Dozenten und Studenten, zeitgemässe Informationstechnik, die Bibliothek der Pädagogischen Hochschule Zürich sowie Verpflegungsmöglichkeiten.
An der Leutschenbachstrasse 50 in Zürich Oerlikon, im Leutschentower, betreibt die PH Zürich ihr Collaborative Learning Lab (collab). Dieses befindet ich im zweiten Obergeschoss des Leutschentowers. Im ersten Obergeschoss befinden sich zudem Büroräumlichkeiten der PH Zürich. Der Leutschentower befindet sich in Gehdistanz zum Bahnhof Zürich Oerlikon.